# Edificio Néstor Kirchner
El edificio Néstor Kirchner fue la sede permanente de la Unión de Naciones Suramericanas (UNASUR). Se ubicaba a 14 kilómetros al norte de la ciudad de Quito, en el complejo Ciudad Mitad del Mundo, en Ecuador. Llevaba el nombre del fallecido expresidente de Argentina y el primero en asumir la Secretaría General de UNASUR, Néstor Kirchner (1950-2010). Fue inaugurado el 5 de diciembre de 2014. Fue diseñado por el arquitecto ecuatoriano Diego Guayasamín.
El 26 de septiembre de 2019, el gobierno de Ecuador tomó posesión del edificio para destinarlo a ser la nueva sede de TVE, Radio Nacional del Ecuador (RNE) y de la productora de contenidos Educa, inhabilitándolo definitivamente para ser sede de la UNASUR, además se retiró la estatua de Néstor Kirchner, la cual se encontraba en la entrada del edificio.

## Características

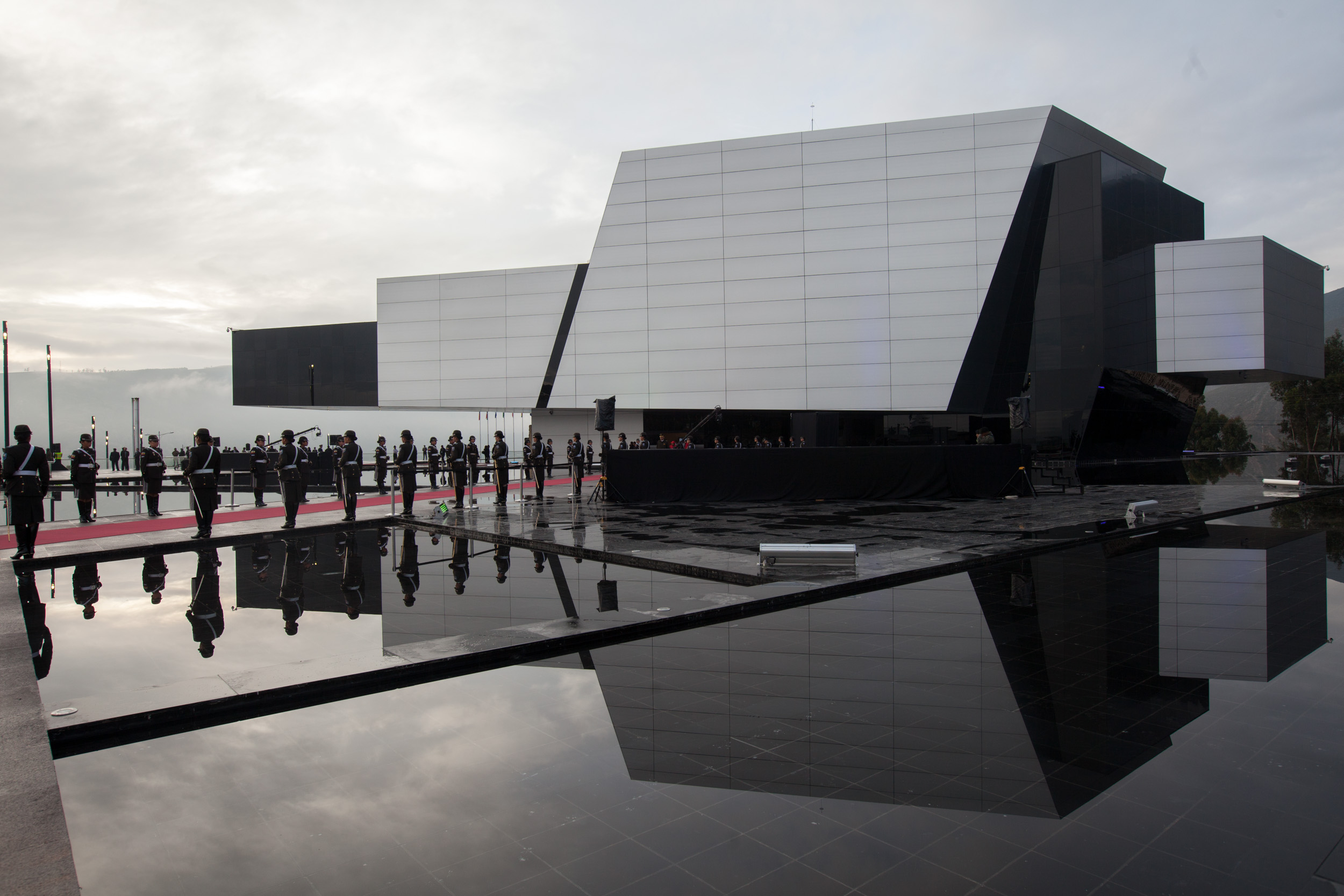
El edificio en el día de su inauguración.

El edificio, iniciado en diciembre de 2012, significó una inversión de más de 38 millones de dólares estadounidenses, costeados por el gobierno ecuatoriano.
De construcción cubista, tiene 20 mil metros cuadrados edificados, 27.800 de áreas verdes, 18 200 de plazas y ágoras y 6.793 de espejos de agua. Para su construcción se utilizaron 11.500 metros cúbicos de hormigón y 2.060.000 kilogramos de acero estructural. Es un edificio ecológico con certificación internacional medio ambiental, por su bajo consumo energético. Es el primer edificio en Ecuador con aisladores sísmicos. Posee la armadura de mayor volado en Sudamérica, con 50 metros sin apoyos. Fue diseñado como un edificio inteligente, contando con sistema de audio y video integrados en todos los espacios.
Posee cinco plantas:
1. Tres altas para los niveles operativos, ejecutivos y de directorio del organismo con oficinas para cada delegación.
2. Dos plantas inferiores y una oficina para el Secretario General.

La planta baja posee 1.500 metros cuadrados, y se encuentra implantada sobre una plataforma de 15.000 metros cuadrados.
Frente al edificio se encuentra una estatua de Néstor Kirchner realizada por Miguel Gerónimo Villalba.
El día de su inauguración, asistieron los presidentes de UNASUR, tomando la palabra el anfritión Rafael Correa y la entonces mandataria argentina, Cristina Fernández de Kirchner.
La sede ganó el premio IAI Best Design Award, en Pekín, el Premio Iconic Awards 2015 de Múnich, recibió la mención Architizer A+Awards de Nueva York y fue finalista del premio WAN 21 for 21 de Londres.

## Salones
El Salón de Presidentes Simón Bolívar tenía una capacidad para 150 personas sentadas y cuenta con más de 800 equipos de tecnología, entre estos dos video walls de 40 metros cuadrados cada una y 14 pantallas verticales. La Biblioteca Gabriel García Márquez, abierta para jóvenes y niños de la zona, ocupa un área de 220 metros cuadrados. El Auditorio Mariscal Sucre tiene una capacidad para 120 personas. El Salón Múltiple Pablo Neruda está dedicado al intercambio de la cultura suramericana.[cita requerida]
El edificio también posee una sala de convenciones, salas de prensa y de traducción simultánea, proyecciones, restaurante y estacionamiento para 190 vehículos.

## Galería

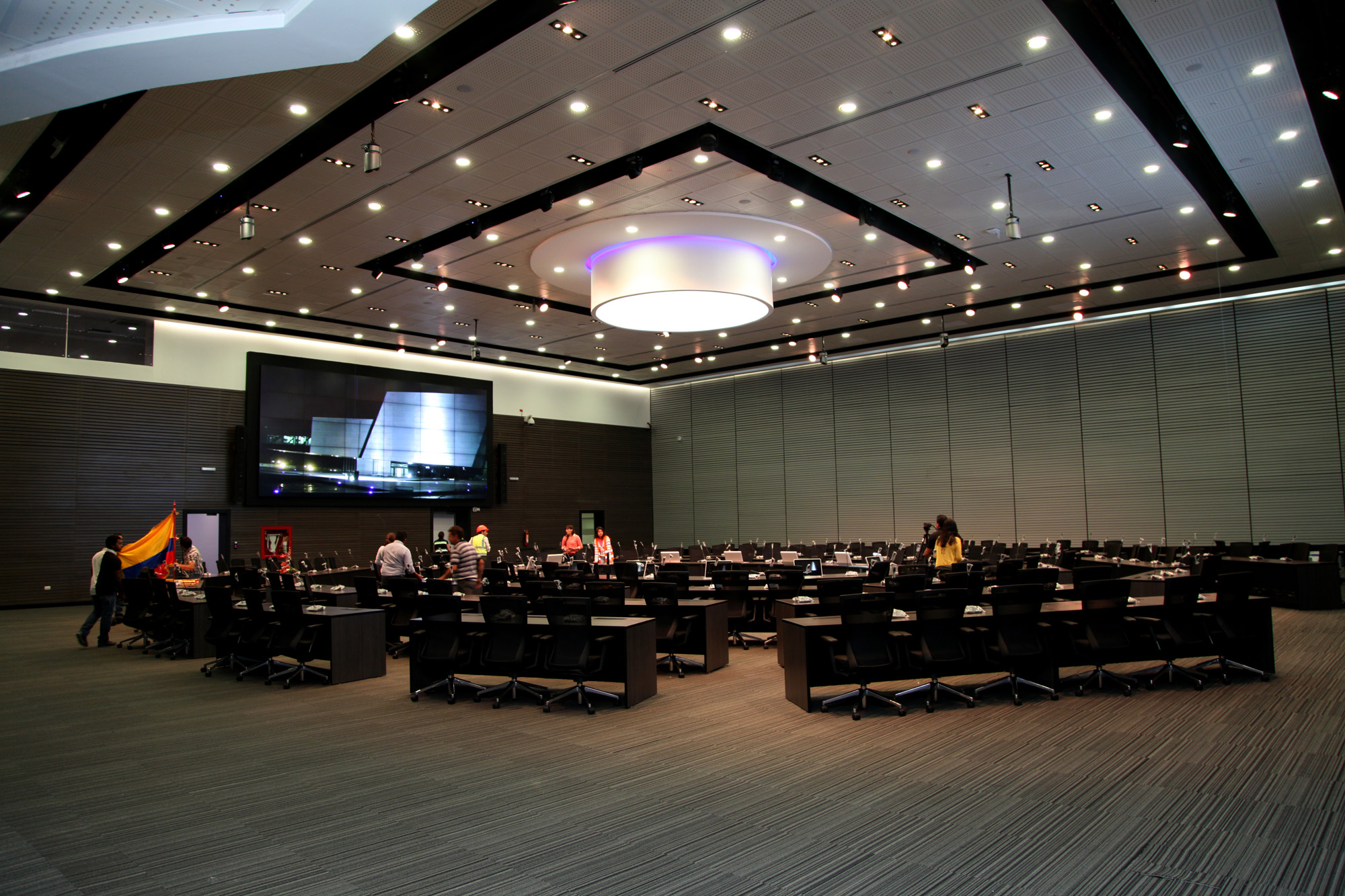
Interior
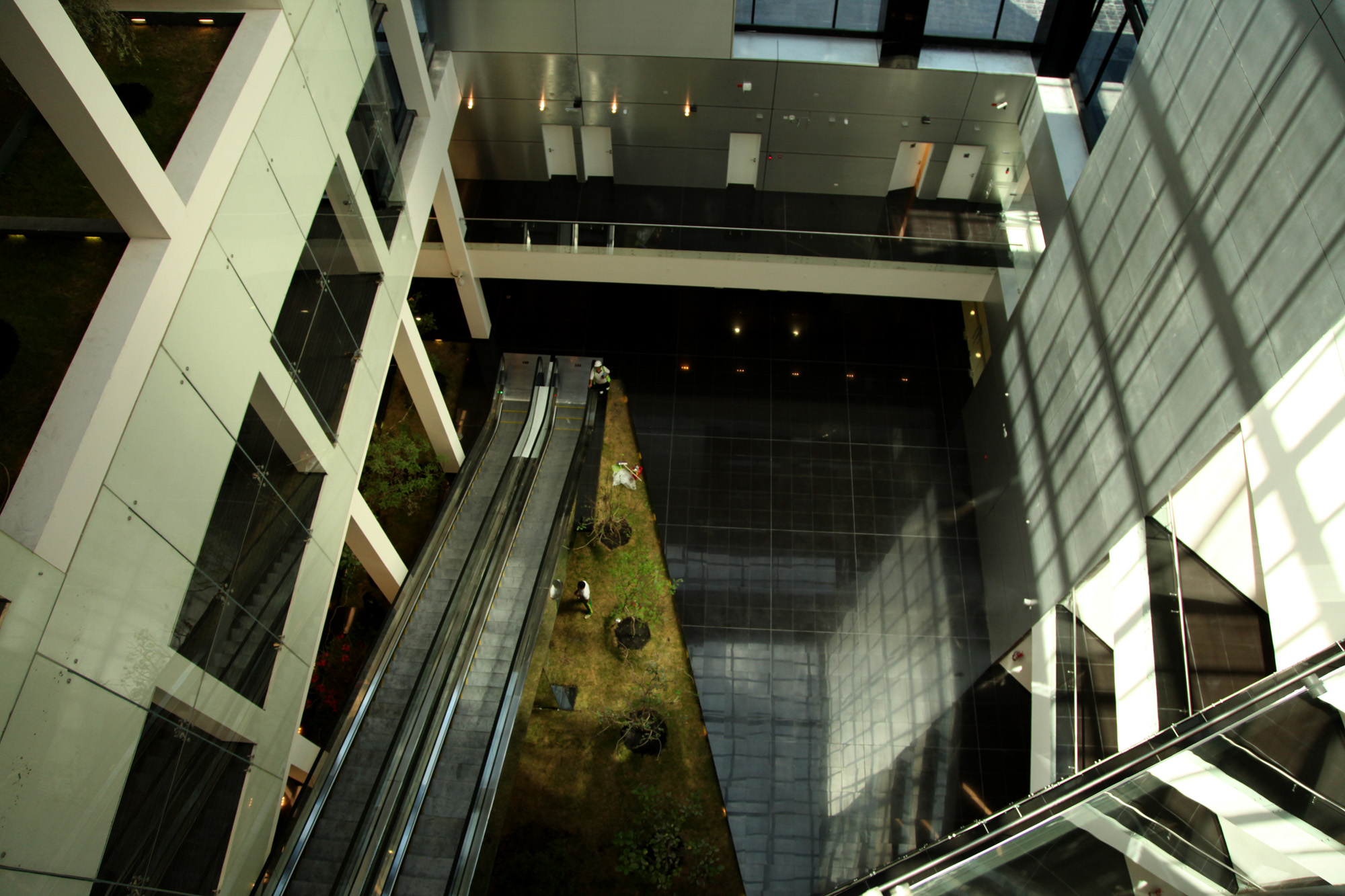
Interior
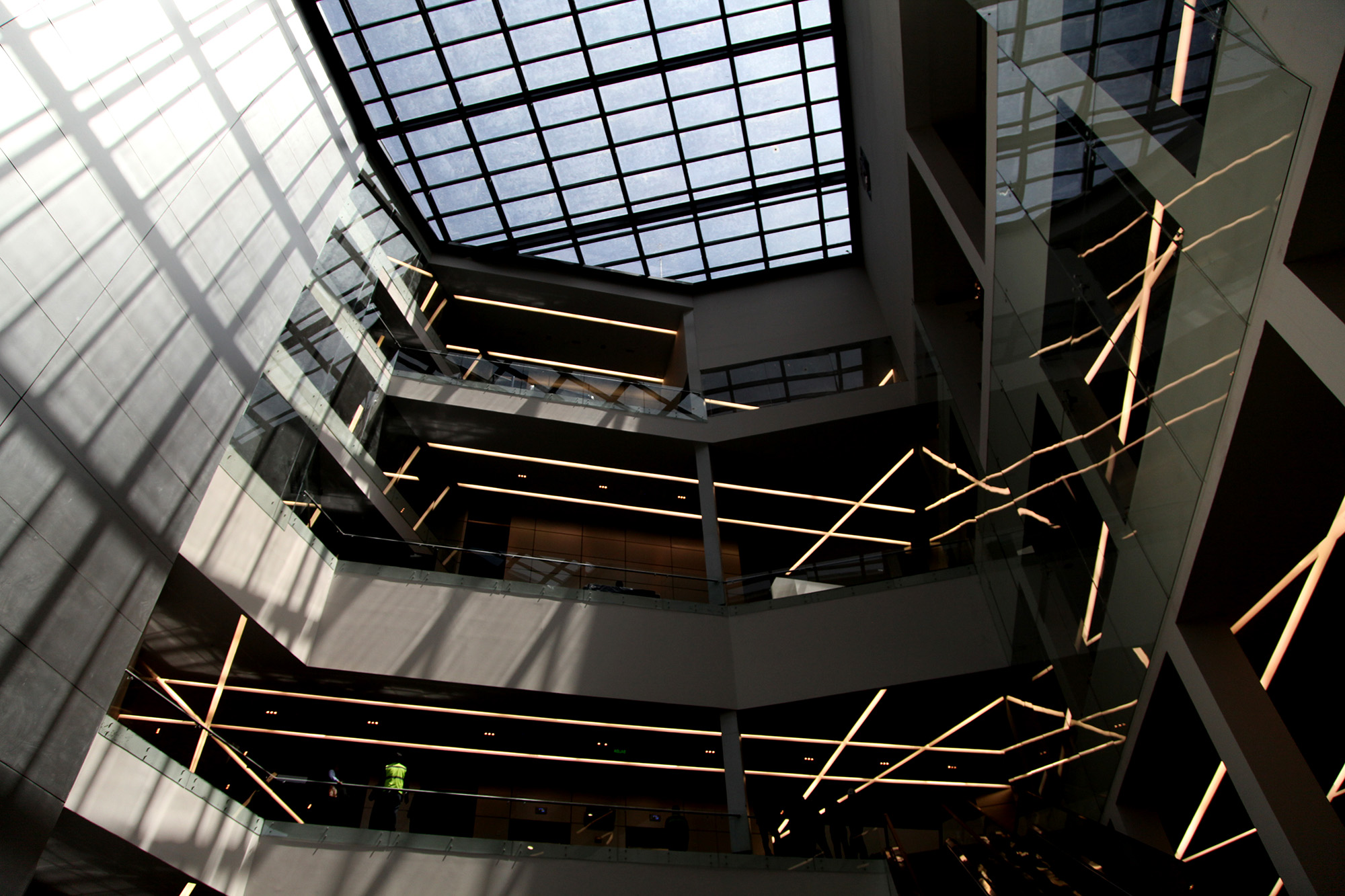
Interior
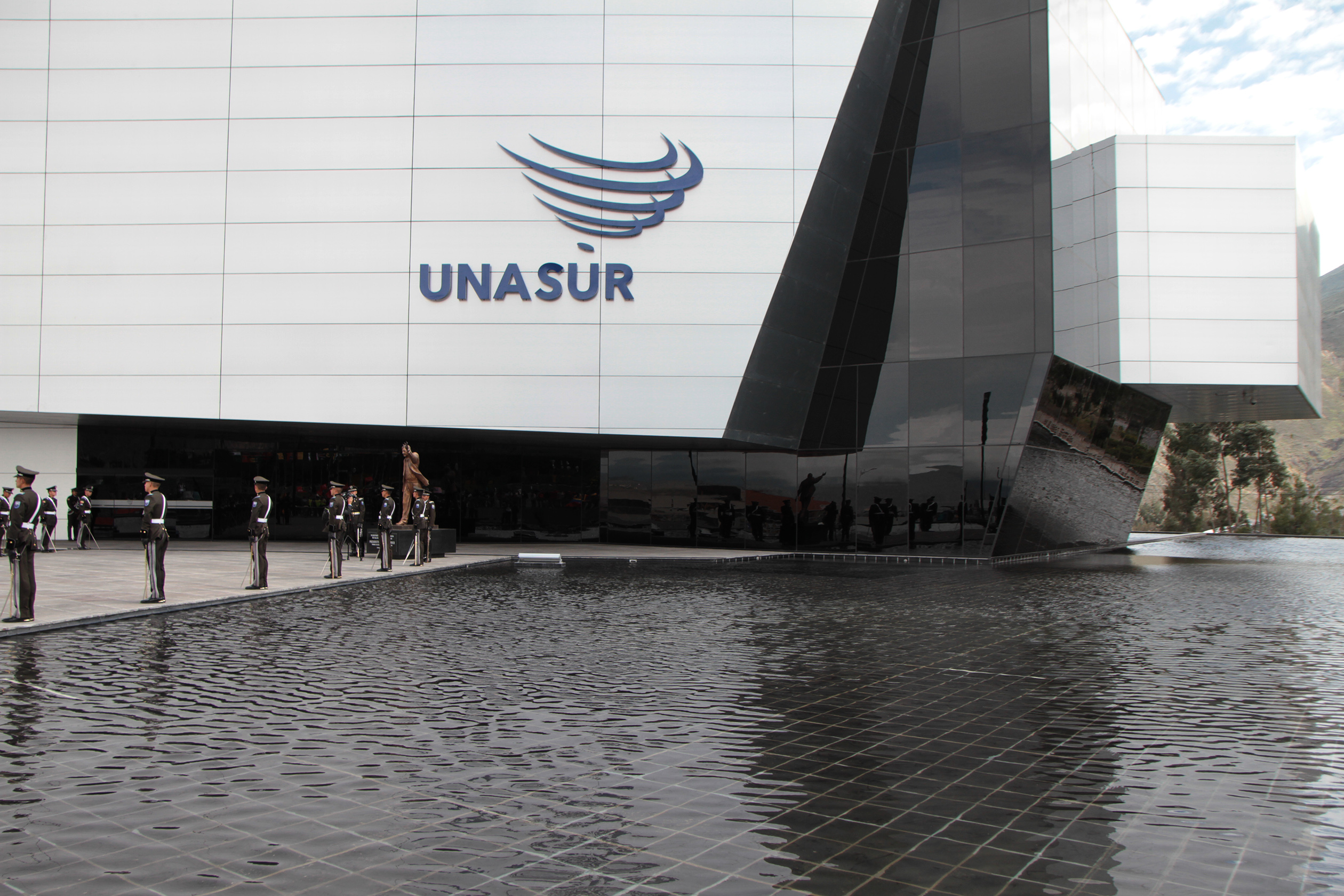
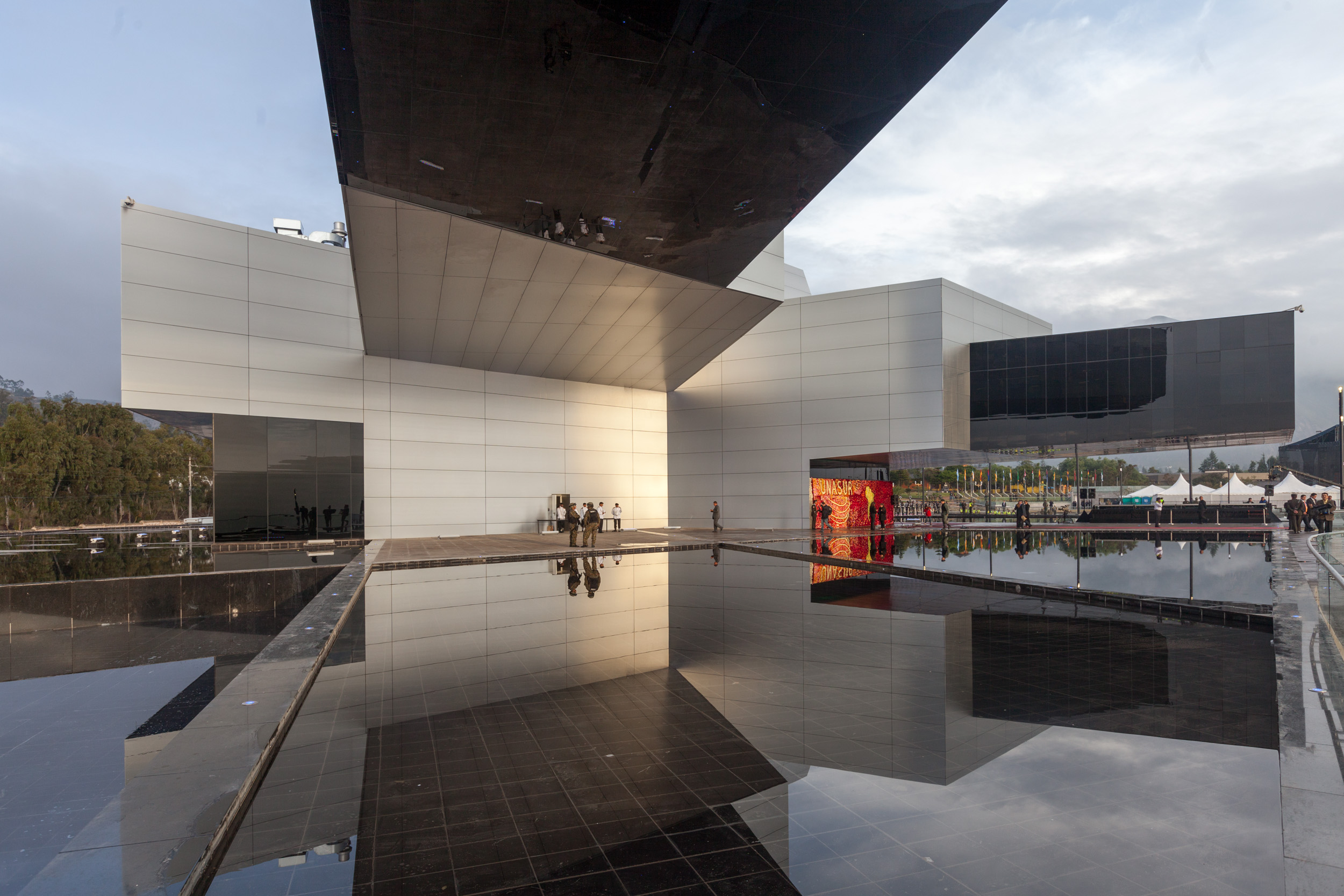
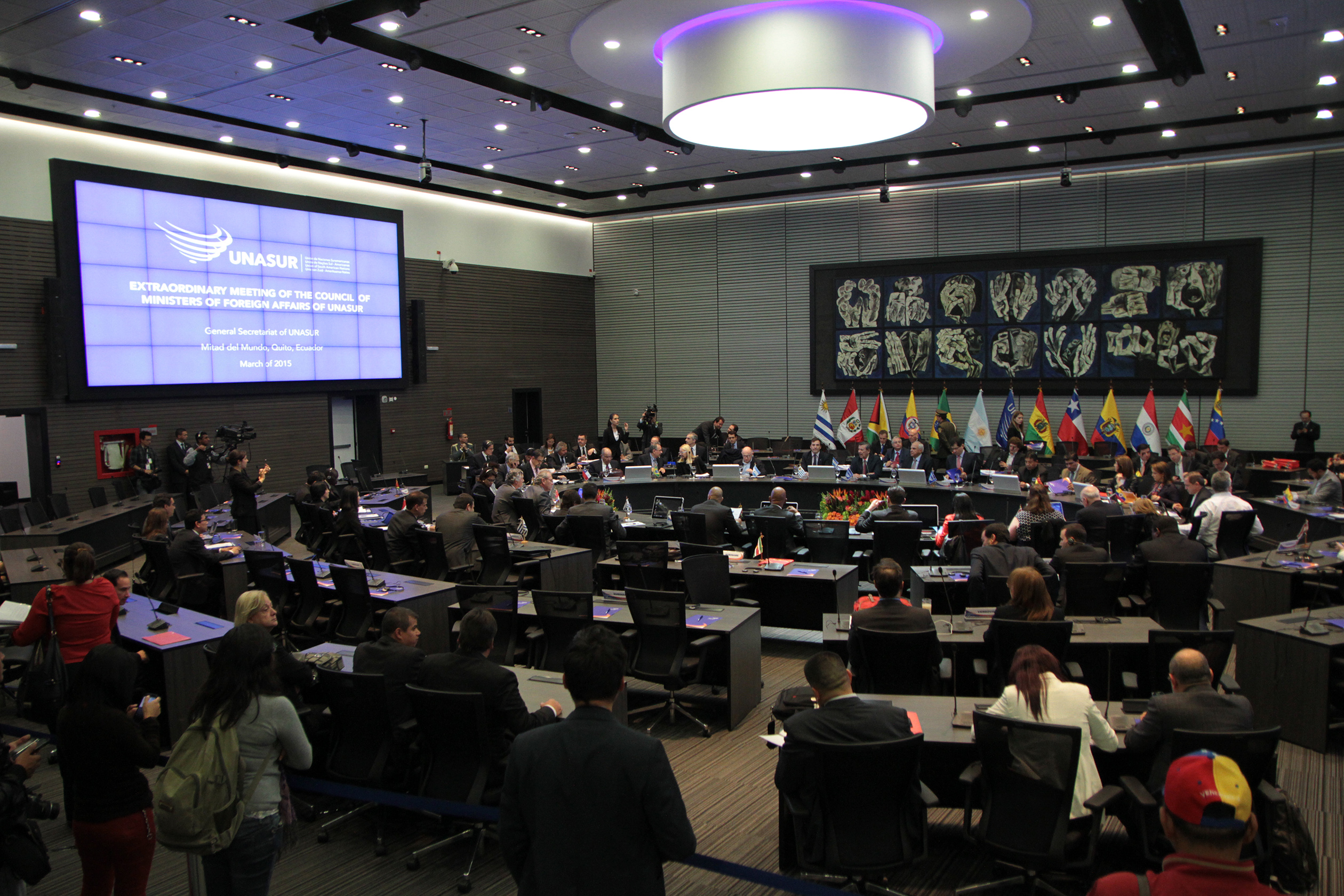
Reunión de Cancilleres
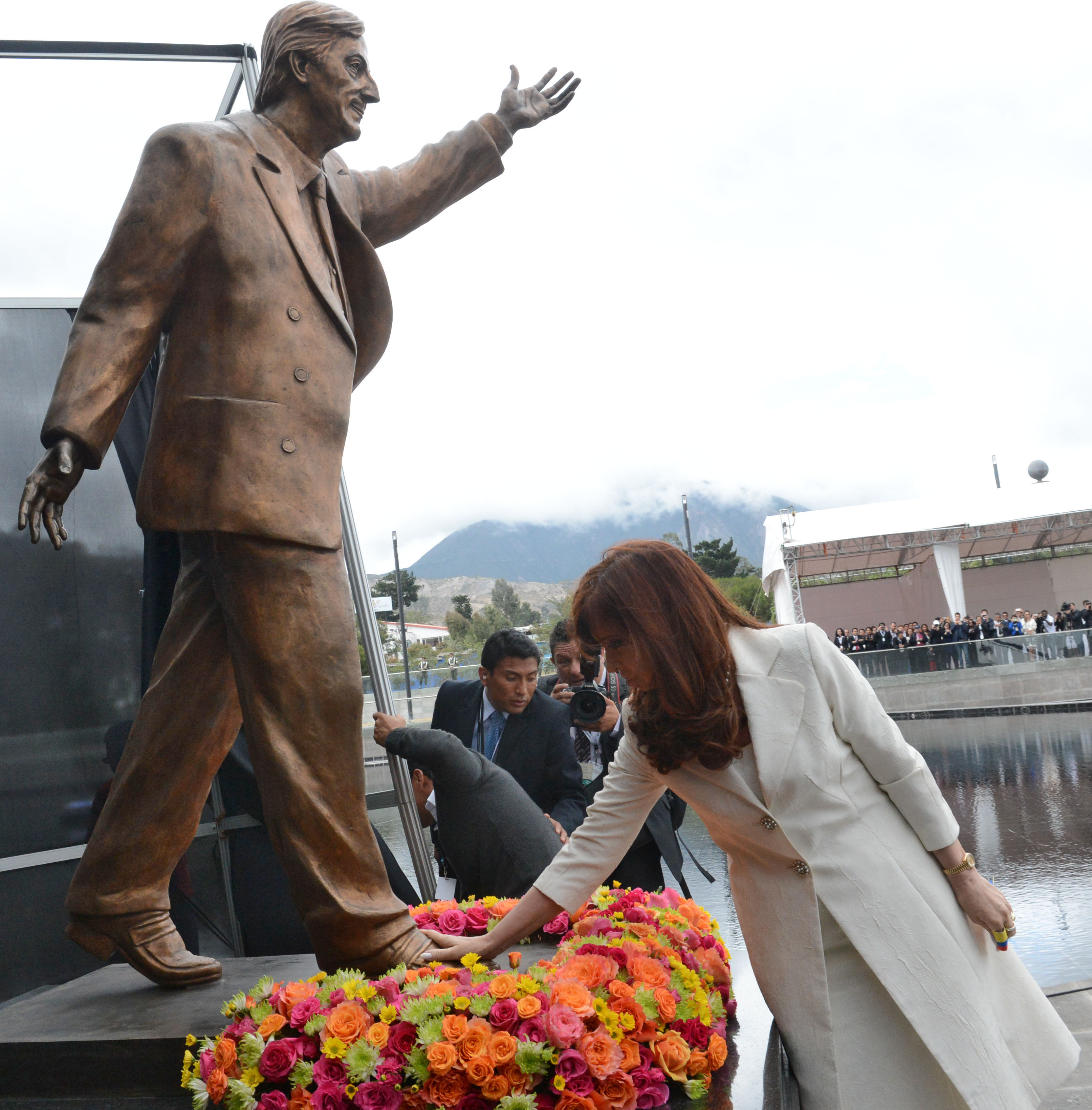
Estatua de Néstor Kirchner (Actualmente retirada)